# 桃谷駅
桃谷駅（ももだにえき）は、大阪府大阪市天王寺区堂ケ芝一丁目にある、西日本旅客鉄道（JR西日本）大阪環状線の駅である。駅番号はJR-O03。駅シンボルフラワーは「桃の花」である。

## 歴史
- 1895年（明治28年）5月28日：大阪鉄道 (初代) 天王寺駅 - 玉造駅間延伸により、桃山駅（ももやまえき）として開業[2]。
- 1900年（明治33年）6月6日：会社合併により関西鉄道の駅となる。
- 1905年（明治38年）3月1日：桃谷駅に改称[2]。この年2月8日に奈良鉄道が関西鉄道に事業を譲渡して奈良線の桃山駅が加わったため、21日間は同じ会社に2つの「桃山駅」が併存していた。
- 1907年（明治40年）10月1日：関西鉄道が国有化[2]。帝国鉄道庁の駅となる。
- 1909年（明治42年）10月12日：線路名称制定により、城東線の所属となる。
- 1931年（昭和6年）5月1日：貨物の取り扱いを廃止[2]。
- 1932年（昭和7年）：高架化[1]。
- 1942年（昭和17年）4月1日：荷物の取扱開始[2]。
- 1961年（昭和36年）4月25日：線路名称変更により城東線が大阪環状線に編入され、当駅もその所属となる。
- 1986年（昭和61年）3月3日：荷物扱いを終了[2]。
- 1987年（昭和62年）4月1日：国鉄分割民営化により西日本旅客鉄道（JR西日本）の駅となる[2]。
- 1997年（平成9年）9月28日：自動改札機を設置し、供用開始[3]。
- 2003年（平成15年）11月1日：ICカード「ICOCA」の利用が可能となる[4]。
- 2009年（平成21年）10月4日：大阪環状・大和路線運行管理システム導入。
- 2015年（平成27年）3月22日：発車メロディを導入。曲は河島英五の代表曲「酒と泪と男と女」。
- 2016年（平成28年）8月31日：高架下商業施設「ビエラ桃谷」開業[5]。北改札口の利用開始。
- 2018年（平成30年）3月17日：駅ナンバリングが導入される。
- 2019年（令和元年）9月1日：業務委託化。
- 2022年（令和4年）
  - 9月24日：この日を以ってみどりの窓口の営業を終了[6]。
  - 9月25日：みどりの券売機プラス稼働開始[6]。

## 駅構造
相対式ホーム2面2線を有する高架駅で、分岐器や絶対信号機がないため、停留所に分類される。改札口は南口と北口の2ヶ所にある。
鶴橋駅が管理しているJR西日本交通サービスによる業務委託駅。アーバンネットワークエリアに入っており、ICOCAが利用できる（相互利用可能ICカードはICOCAの項を参照）。また、JRの特定都区市内制度における「大阪市内」に属する駅である。
2015年から2016年にかけて、JR西日本が手掛ける「大阪環状線改造プロジェクト」の一環として当駅構内および駅周辺のリニューアル工事が行われた。その後、同年8月31日に高架下のエリアに商業施設「ビエラ桃谷」が開業し、同日には駅コンコースとビエラ桃谷との利便性を向上するために、駅北側に新たに改札口が新設された。

### のりば
| のりば | 路線       | 方向   | 行先               |
| ------ | ---------- | ------ | ------------------ |
| 1      | 大阪環状線 | 内回り | 京橋・大阪方面     |
| 2      | 大阪環状線 | 外回り | 天王寺・弁天町方面 |

長らくのりば番号が存在しなかったが、2006年9月中にのりば番号が付与された。

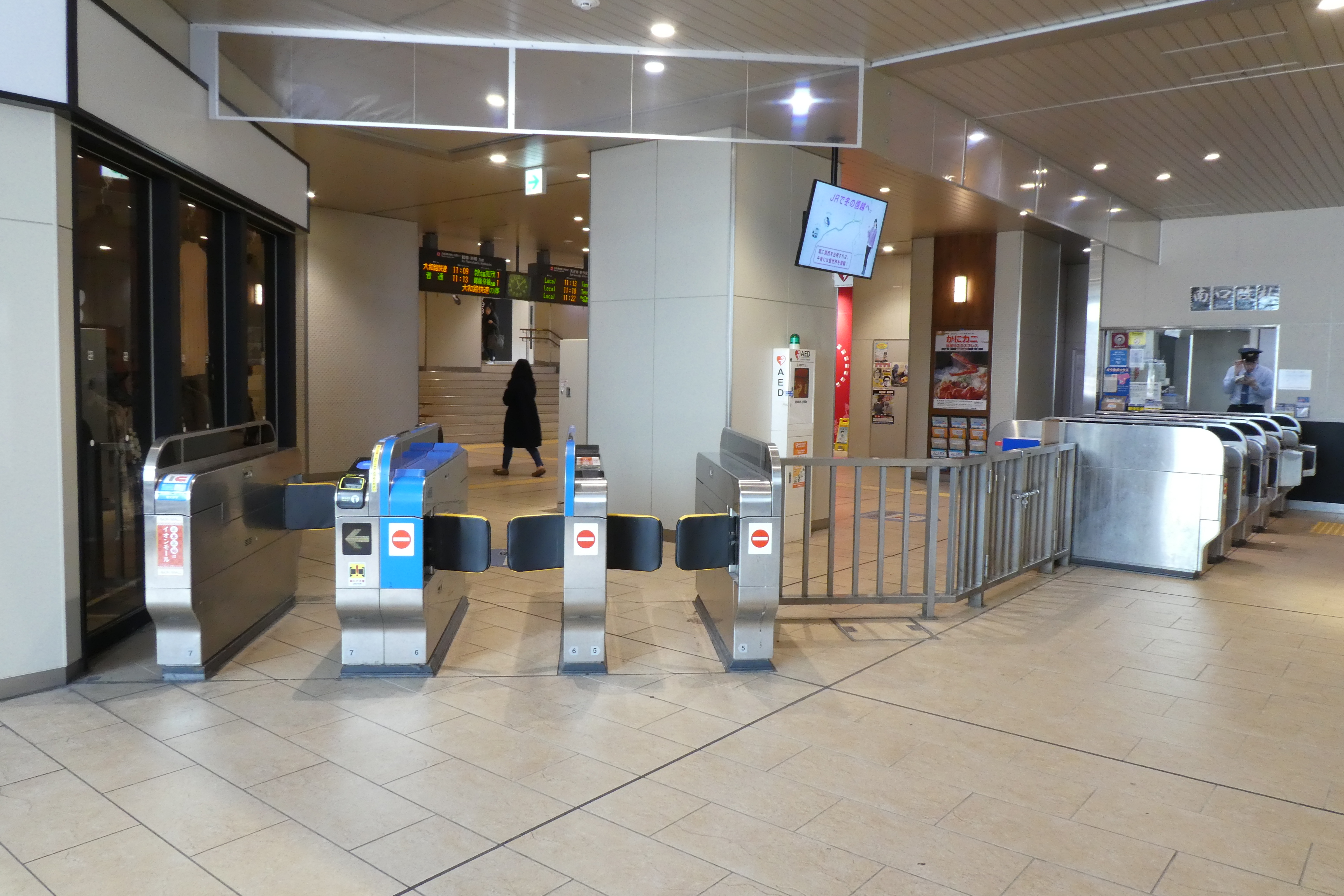
南口改札（2020年1月）
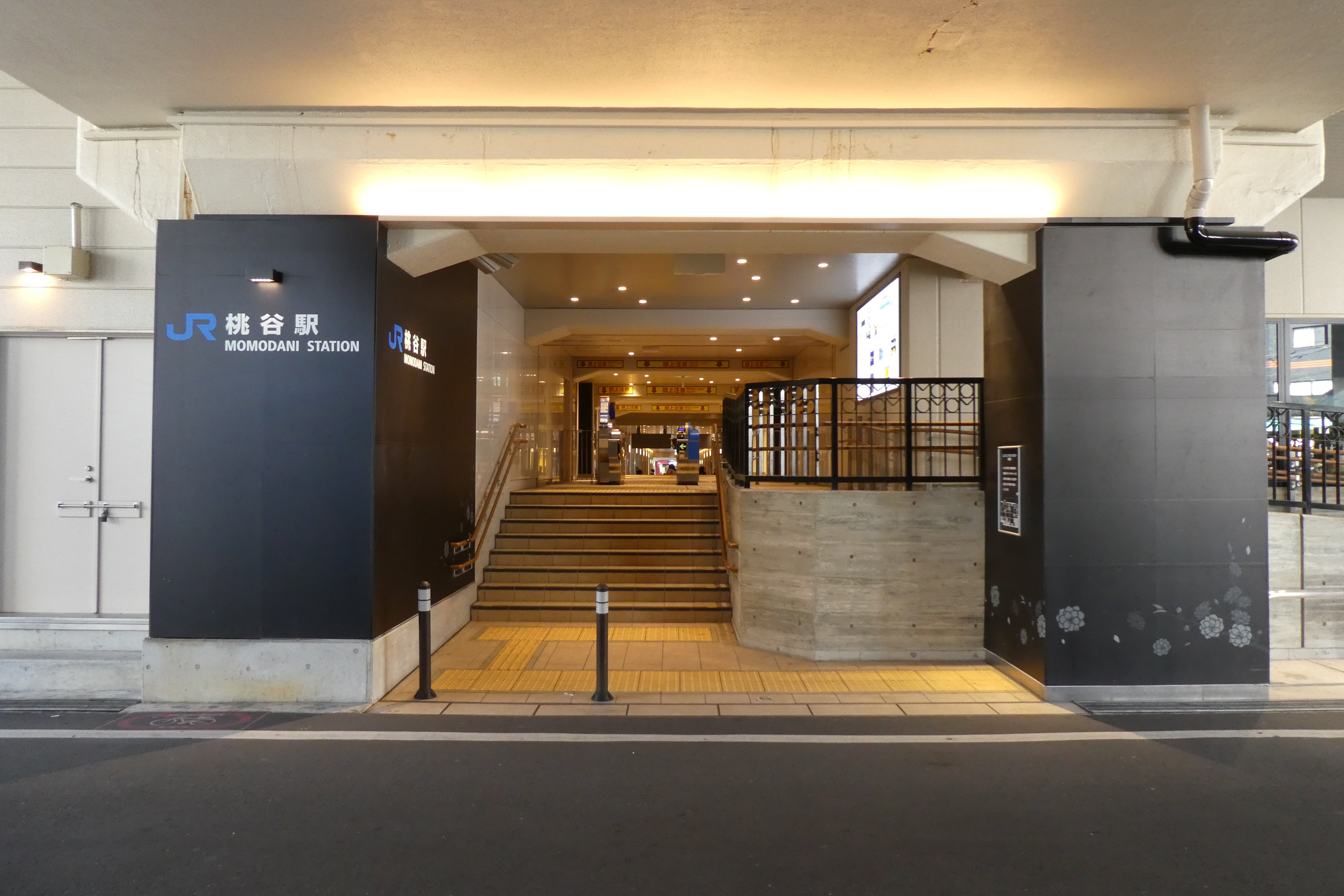
北口改札（2020年1月）
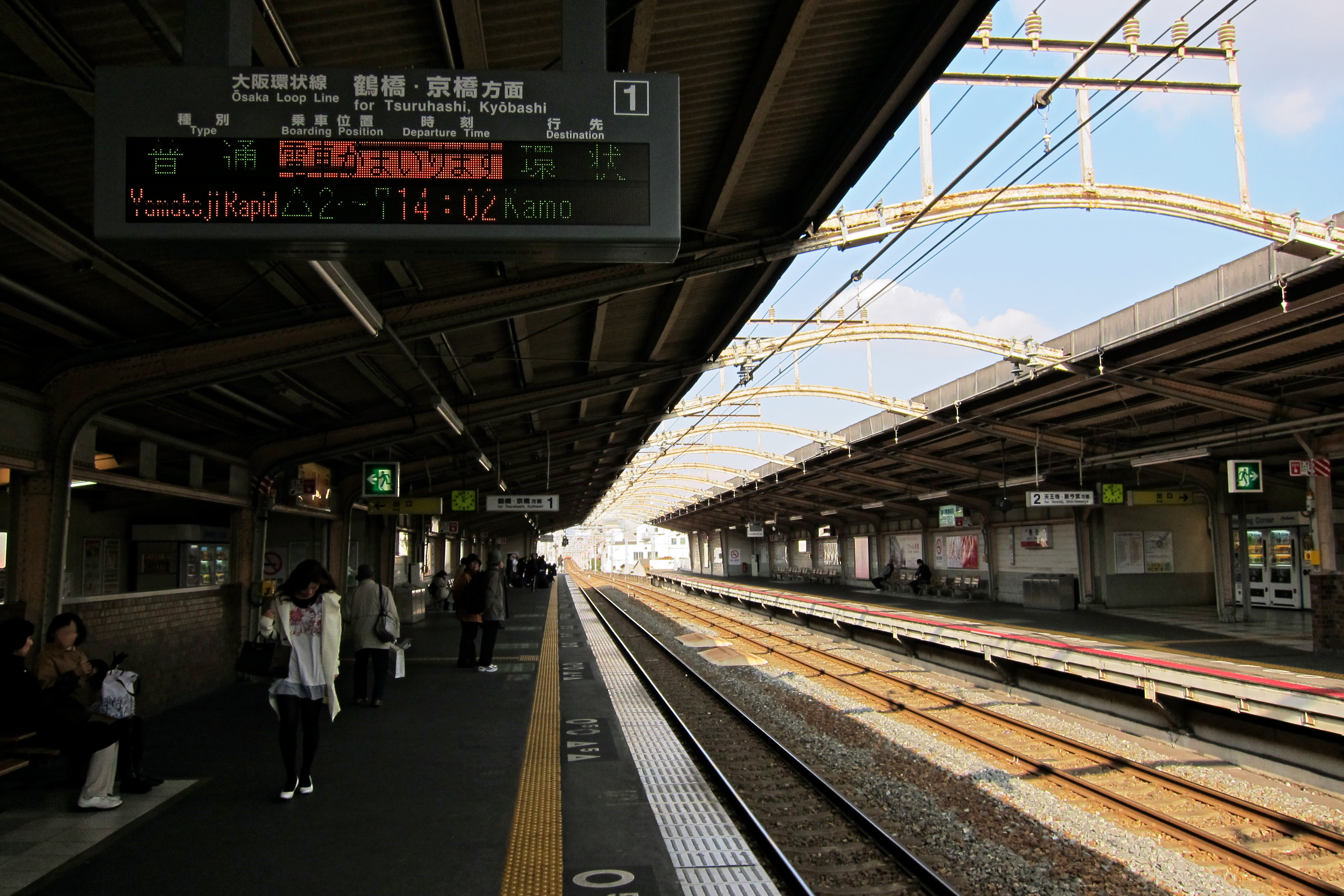
ホーム（2011年1月）

### 発車メロディ
「大阪環状線改造プロジェクト」の一環として、2015年3月22日から、付近でライブハウスBeeHouse（現在は居酒屋・カラオケ 乾杯）を経営していたというゆかりのある河島英五の代表曲「酒と泪と男と女」が発車メロディとして使用されている。

## 利用状況
2023年（令和5年）度の1日平均乗車人員は16,644人である。
近年の1日平均乗車人員の推移は以下の通りである。
| 年度               | 1日平均 乗車人員 | 増減率 | 定期利用状況 | 定期利用状況 | 出典          |
| 年度               | 1日平均 乗車人員 | 増減率 | 1日平均      | 定期率       | 出典          |
| ------------------ | ---------------- | ------ | ------------ | ------------ | ------------- |
| 1988年（昭和63年） | 21,417           |        | 13,376       | 62.5%        | [ 大阪府 1 ]  |
| 1989年（平成元年） | 21,111           | -1.4%  | 13,071       | 61.9%        | [ 大阪府 1 ]  |
| 1990年（平成02年） | 21,225           | 0.5%   | 12,976       | 61.1%        | [ 大阪府 2 ]  |
| 1991年（平成03年） | 21,229           | 0.0%   | 12,863       | 60.6%        | [ 大阪府 3 ]  |
| 1992年（平成04年） | 21,409           | 0.8%   | 12,965       | 60.6%        | [ 大阪府 4 ]  |
| 1993年（平成05年） | 21,890           | 2.2%   | 13,315       | 60.8%        | [ 大阪府 5 ]  |
| 1994年（平成06年） | 21,859           | -0.1%  | 13,402       | 61.3%        | [ 大阪府 6 ]  |
| 1995年（平成07年） | 21,902           | 0.2%   | 13,315       | 60.8%        | [ 大阪府 7 ]  |
| 1996年（平成08年） | 21,987           | 0.4%   | 13,469       | 61.3%        | [ 大阪府 8 ]  |
| 1997年（平成09年） | 21,716           | -1.2%  | 13,403       | 61.7%        | [ 大阪府 9 ]  |
| 1998年（平成10年） | 21,151           | -2.6%  | 13,088       | 61.9%        | [ 大阪府 10 ] |
| 1999年（平成11年） | 20,575           | -2.7%  | 12,682       | 61.6%        | [ 大阪府 11 ] |
| 2000年（平成12年） | 19,920           | -3.2%  | 12,264       | 61.6%        | [ 大阪府 12 ] |
| 2001年（平成13年） | 19,630           | -1.5%  | 12,132       | 61.8%        | [ 大阪府 13 ] |
| 2002年（平成14年） | 18,916           | -3.6%  | 11,778       | 62.3%        | [ 大阪府 14 ] |
| 2003年（平成15年） | 18,776           | -0.7%  | 11,668       | 62.1%        | [ 大阪府 15 ] |
| 2004年（平成16年） | 18,426           | -1.9%  | 11,527       | 62.6%        | [ 大阪府 16 ] |
| 2005年（平成17年） | 18,343           | -0.5%  | 11,543       | 62.9%        | [ 大阪府 17 ] |
| 2006年（平成18年） | 18,109           | -1.3%  | 11,385       | 62.9%        | [ 大阪府 18 ] |
| 2007年（平成19年） | 17,806           | -1.7%  | 11,254       | 63.2%        | [ 大阪府 19 ] |
| 2008年（平成20年） | 17,731           | -0.4%  | 11.309       | 63.8%        | [ 大阪府 20 ] |
| 2009年（平成21年） | 17,382           | -2.0%  | 11,208       | 64.5%        | [ 大阪府 21 ] |
| 2010年（平成22年） | 17,107           | -1.6%  | 10,970       | 64.1%        | [ 大阪府 22 ] |
| 2011年（平成23年） | 16,981           | -0.7%  | 10,826       | 63.8%        | [ 大阪府 23 ] |
| 2012年（平成24年） | 17,683           | 4.1%   | 11,436       | 64.7%        | [ 大阪府 24 ] |
| 2013年（平成25年） | 17,797           | 0.6%   | 11,579       | 65.1%        | [ 大阪府 25 ] |
| 2014年（平成26年） | 17,312           | -2.7%  | 11,206       | 64.7%        | [ 大阪府 26 ] |
| 2015年（平成27年） | 17,605           | 1.7%   | 11,415       | 64.8%        | [ 大阪府 27 ] |
| 2016年（平成28年） | 17,696           | 0.5%   | 11,465       | 64.8%        | [ 大阪府 28 ] |
| 2017年（平成29年） | 18,193           | 2.8%   | 11,690       | 64.3%        | [ 大阪府 29 ] |
| 2018年（平成30年） | 18,265           | 0.4%   | 11,708       | 64.1%        | [ 大阪府 30 ] |
| 2019年（令和元年） | 18,140           | -0.7%  | 11,692       | 64.5%        | [ 大阪府 31 ] |
| 2020年（令和02年） | 14,852           | -18.1% | 10,214       | 68.8%        | [ 大阪府 32 ] |
| 2021年（令和03年） | 15,339           | 3.3%   | 10,457       | 68.2%        | [ 大阪府 33 ] |
| 2022年（令和04年） | 16,066           | 4.7%   | 10,505       | 65.4%        | [ 大阪府 34 ] |
| 2023年（令和05年） | 16,644           | 3.6%   | 10,709       | 64.3%        | [ 大阪府 35 ] |

## 駅周辺

### 公共機関
- 天王寺区役所
- 天王寺税務署
- 大阪市立天王寺図書館
- 生野桃谷郵便局
- 天王寺堂ヶ芝郵便局

### 医療機関
- 第二大阪警察病院（旧・NTT西日本大阪病院）
- 大阪警察病院
- 湯川胃腸病院 - 湯川秀樹の妻、湯川スミの実家。夏目漱石が一時期入院していたことでも知られる。
- 大阪府歯科医師会館
- 大阪府看護協会 桃谷センター

### 学校
- 神戸医療福祉大学 大阪天王寺キャンパス
- 大阪府立夕陽丘高等学校
- 大阪府立桃谷高等学校
- 大阪府立大阪ビジネスフロンティア高等学校
- プール学院中学校・高等学校
- 大阪偕星学園高等学校
- 大阪府歯科医師会附属歯科衛生士専門学校
- 大阪電子専門学校
- 大阪情報コンピュータ高等専修学校
- 大阪府立生野聴覚支援学校
- 大阪市立勝山中学校
- 大阪市立桃陽小学校
- 大阪市立鶴橋小学校
- 大阪市立東桃谷小学校

### 企業・商業施設
- デサント旧本社ビル
- ゼット 本社
- カトープレジャーグループ 本社
- 大阪シティ信用金庫 生野支店
- 万代 桃谷駅前店
- 阪急オアシス 真法院店
- 桃谷駅前商店街
  - マツモトキヨシ 桃谷店
- 御幸通商店街（生野コリアタウン）

### 名所・旧跡
- 桃谷公園（いかるが乳業牧場跡）
- つるのはし跡公園 - 「鶴橋」の地名の由来となった「つるのはし」の跡地。
- 御勝山古墳
- 五條宮
- 御幸森天神宮
- 豊川稲荷大阪別院 - 観音寺（堂ヶ芝廃寺）
- 天理教 大阪教務支庁
- 妙道会教団 大聖堂
- 大阪弟子教会

## バス路線
大阪シティバス・近鉄バスにより運行されている。

### 大阪シティバス
停留所名は「桃谷駅前」。このほか、駅前商店街を抜けた先の疎開道路には大阪シティバスの18号系統が停車する桃谷駅筋停留所がある。
- 22号系統：諏訪神社前/あべの橋
- 73号系統：出戸バスターミナル/なんば

### 近鉄バス
停留所名は「JR桃谷駅」。土曜・日曜・祝日、12月30日 - 1月4日は運休。
- 66番：近鉄上本町駅

## 隣の駅
西日本旅客鉄道（JR西日本）
 大阪環状線
■大和路快速・■区間快速・■関空快速・■紀州路快速・■快速・■直通快速・■普通
寺田町駅 (JR-O02) - 桃谷駅 (JR-O03) - 鶴橋駅 (JR-O04)

### 記事本文

### 利用状況
1. ↑  大阪府統計年鑑 - 大阪府
2. ↑  大阪市統計書 - 大阪市

#### 大阪府統計年鑑
1. 1 2  大阪府統計年鑑（平成2年） (PDF)
2. ↑  大阪府統計年鑑（平成3年） (PDF)
3. ↑  大阪府統計年鑑（平成4年） (PDF)
4. ↑  大阪府統計年鑑（平成5年） (PDF)
5. ↑  大阪府統計年鑑（平成6年） (PDF)
6. ↑  大阪府統計年鑑（平成7年） (PDF)
7. ↑  大阪府統計年鑑（平成8年） (PDF)
8. ↑  大阪府統計年鑑（平成9年） (PDF)
9. ↑  大阪府統計年鑑（平成10年） (PDF)
10. ↑  大阪府統計年鑑（平成11年） (PDF)
11. ↑  大阪府統計年鑑（平成12年） (PDF)
12. ↑  大阪府統計年鑑（平成13年） (PDF)
13. ↑  大阪府統計年鑑（平成14年） (PDF)
14. ↑  大阪府統計年鑑（平成15年） (PDF)
15. ↑  大阪府統計年鑑（平成16年） (PDF)
16. ↑  大阪府統計年鑑（平成17年） (PDF)
17. ↑  大阪府統計年鑑（平成18年） (PDF)
18. ↑  大阪府統計年鑑（平成19年） (PDF)
19. ↑  大阪府統計年鑑（平成20年） (PDF)
20. ↑  大阪府統計年鑑（平成21年） (PDF)
21. ↑  大阪府統計年鑑（平成22年） (PDF)
22. ↑  大阪府統計年鑑（平成23年） (PDF)
23. ↑  大阪府統計年鑑（平成24年） (PDF)
24. ↑  大阪府統計年鑑（平成25年） (PDF)
25. ↑  大阪府統計年鑑（平成26年） (PDF)
26. ↑  大阪府統計年鑑（平成27年） (PDF)
27. ↑  大阪府統計年鑑（平成28年） (PDF)
28. ↑  大阪府統計年鑑（平成29年） (PDF)
29. ↑  大阪府統計年鑑（平成30年） (PDF)
30. ↑  大阪府統計年鑑（令和元年） (PDF)
31. ↑  大阪府統計年鑑（令和2年） (PDF)
32. ↑  大阪府統計年鑑（令和3年） (PDF)
33. ↑  大阪府統計年鑑（令和4年） (PDF)
34. ↑  大阪府統計年鑑（令和5年） (PDF)
35. ↑  大阪府統計年鑑（令和6年） (PDF)